# 奧采萊尼鄉
47°04′47″N 27°01′48″E / 47.0797°N 27.03°E
奧采萊尼鄉（羅馬尼亞語：Comuna Oțeleni, Iași），是羅馬尼亞的鄉份，位於該國東北部，由雅西縣負責管轄，面積44平方公里，海拔高度226米，2007年人口3,773，人口密度每平方公里86人。